# Relation de Sverdrup
L'équilibre de Sverdrup, ou relation de Sverdrup, est une relation théorique entre la tension du vent exercée à la surface de l'océan ouvert et le transport méridional intégré verticalement (nord-sud) de l'eau océanique.

## Histoire
Outre les mouvements oscillatoires associés aux marées, il existe deux principales causes de flux à grande échelle dans l'océan : 
1. les processus thermohalines, qui induisent le mouvement de masses d'eau en introduisant des changements à la surface de la température et de la salinité, et donc de la densité de l'eau de mer ;
2. le forçage du vent.

Dans les années 1940, lorsque Harald Sverdrup envisageait de calculer les caractéristiques brutes de la circulation océanique, il a choisi de considérer  le forçage dû au vent. Comme il le dit dans son article de 1947, dans lequel il présente la relation de Sverdrup, c'est probablement la plus importante des deux. Après avoir fait l'hypothèse que la dissipation par frottement est négligeable, Sverdrup a obtenu le résultat simple que le transport de masse méridien (le transport de Sverdrup ) est proportionnel au rotationnel de la tension du vent. C'est ce qu'on appelle la relation de Sverdrup ;
{\displaystyle V={\hat {\mathbf {k} }}\cdot {\frac {\nabla \times \mathbf {\tau } }{\beta }}} .
Ici,
β est le taux de variation du paramètre de Coriolis, f, avec la latitude;
V est le transport de masse méridional intégré verticalement comprenant le transport de masse intérieur géostrophique et le transport de masse d'Ekman ;
k est le vecteur unitaire dans la direction z (verticale);
{\displaystyle \tau } est le vecteur de contrainte du vent.

## Dérivation
La relation de Sverdrup peut être dérivée de l'équation de vorticité barotrope linéarisée pour un mouvement constant :
{\displaystyle \beta v_{g}=f\,\partial {w}/\partial {z}\ } .
Ici {\displaystyle v_{g}} est la composante géostrophique y (vers le nord) et {\displaystyle w} est la composante z (vers le haut) de la vitesse de l'eau. En mots, cette équation dit que lorsqu'une colonne d'eau verticale se déplace vers l'équateur, elle est écrasée ; à mesure qu'elle se déplace vers le pôle, elle est étirée. En supposant, comme l'a fait Sverdrup, qu'il existe un niveau en dessous duquel le mouvement cesse, l'équation de vorticité peut être intégrée à partir de ce niveau jusqu'à la base de la couche de surface d'Ekman pour obtenir :
{\displaystyle \beta V_{g}=f\rho w_{E}\ } ,
où {\displaystyle \rho } est la masse volumique de l'eau de mer, {\displaystyle V_{g}} est le transport de masse méridien géostrophique et {\displaystyle w_{E}} est la vitesse verticale à la base de la couche d'Ekman.
La force motrice derrière la vitesse verticale {\displaystyle w_{E}} est le transport d'Ekman, qui dans l'hémisphère nord (sud) est à droite (gauche) de la tension du vent ; ainsi, un champ de contrainte avec une boucle positive (négative) conduit à la divergence d'Ekman (convergence), et l'eau doit monter par en dessous pour remplacer l'eau de l'ancienne couche d'Ekman. L'expression de cette vitesse de pompage d'Ekman est
{\displaystyle \rho w_{E}={\hat {\mathbf {k} }}\cdot (\nabla \times (\tau /f))\ } ,
qui, lorsqu'elle est combinée avec l'équation précédente et en ajoutant le transport d'Ekman, donne la relation de Sverdrup.

## Développement à partir du concept
En 1948 , Henry Stommel a proposé une circulation pour toute la profondeur de l'océan en commençant par les mêmes équations que Sverdrup mais en ajoutant le frottement du fond, et a montré que la variation du paramètre de Coriolis avec la latitude entraîne un courant de frontière ouest étroit dans les bassins océaniques. Walter Munk en 1950 a combiné les résultats de Rossby (viscosité turbulente), Sverdrup (écoulement poussé par le vent dans l'océan supérieur) et Stommel (écoulement du courant à la frontière ouest) et a proposé une solution complète pour la circulation océanique.
- Sverdrup, « Wind-Driven Currents in a Baroclinic Ocean; with Application to the Equatorial Currents of the Eastern Pacific », Proc. Natl. Acad. Sci. U.S.A., vol. 33, no 11,‎ novembre 1947, p. 318–26 (PMID 16588757, PMCID 1079064, DOI 10.1073/pnas.33.11.318, Bibcode 1947PNAS...33..318S)
- A.E. Gill, Atmosphere-Ocean Dynamics, Academic Press, 1982 (lire en ligne)